# Modicogryllus chopardi
Modicogryllus chopardi är en insektsart som beskrevs av Bhowmik 1971. Modicogryllus chopardi ingår i släktet Modicogryllus och familjen syrsor. Inga underarter finns listade i Catalogue of Life.